# Vuelta Ciclista de Chile 2006
La 29.ª edición de la Vuelta Ciclista de Chile fue una competencia ciclista que se llevó a cabo del 4 al 14 de mayo de 2006. La etapa comenzó con un prólogo de dos kilómetros en el corazón de Coquimbo.

## Etapas

### 04-05-2006:Coquimbo—Coquimbo(2 km)
| Posición | Prólogo                | Prólogo | Clasificación general  | Clasificación general |
| Posición | Nombre                 | Tiempo  | Nombre                 | Tiempo                |
| -------- | ---------------------- | ------- | ---------------------- | --------------------- |
| 1.       | Matias Medici (ARG)    | 0:08.17 | Matias Medici (ARG)    | 0:08.17               |
| 2.       | Andrei Sartassov (RUS) | +0.07   | Andrei Sartassov (RUS) | +0.07                 |
| 3.       | Jorge Giacinti (ARG)   | +0.10   | Jorge Giacinti (ARG)   | +0.10                 |

### 05-05-2006:Coquimbo—La Serena(120 km)
| Posición | Etapa 1                 | Etapa 1 | Clasificación general  | Clasificación general |
| Posición | Nombre                  | Tiempo  | Nombre                 | Tiempo                |
| -------- | ----------------------- | ------- | ---------------------- | --------------------- |
| 1.       | Arturo Corvalán (CHI)   | 2:54.58 | Matias Medici (ARG)    | 3:03.15               |
| 2.       | Luis Mancilla (CHI)     | —       | Andrei Sartassov (RUS) | +0.07                 |
| 3.       | Francisco Cabrera (CHI) | —       | Jorge Giacinti (ARG)   | +0.10                 |

### 06-05-2006:La Serena—Ovalle(110 km)
| Posición | Etapa 2                | Etapa 2 | Clasificación general  | Clasificación general |
| Posición | Nombre                 | Tiempo  | Nombre                 | Tiempo                |
| -------- | ---------------------- | ------- | ---------------------- | --------------------- |
| 1.       | Marco Arriagada (CHI)  | 2:44.42 | Andrei Sartassov (RUS) | 5:48.00               |
| 2.       | Jorge Giacinti (ARG)   | —       | Jorge Giacinti (ARG)   | +0.01                 |
| 3.       | Andrei Sartassov (RUS) | —       | Marco Arriagada (CHI)  | +0.10                 |

### 07-05-2006:La Ligua—San Esteban(182.5 km)
| Posición | Etapa 3                | Etapa 3 | Clasificación general  | Clasificación general |
| Posición | Nombre                 | Tiempo  | Nombre                 | Tiempo                |
| -------- | ---------------------- | ------- | ---------------------- | --------------------- |
| 1.       | Andrei Sartassov (RUS) | 4:43.40 | Andrei Sartassov (RUS) | 10:31.30              |
| 2.       | Enzo Cesario (CHI)     | —       | Jorge Giacinti (ARG)   | +0.11                 |
| 3.       | Luis Sepúlveda (CHI)   | —       | Marco Arriagada (CHI)  | +0.20                 |

### 08-05-2006:Villa Alemana—Valparaíso(150 km)
| Posición | Etapa 4-A               | Etapa 4-A | Clasificación general  | Clasificación general |
| Posición | Nombre                  | Tiempo    | Nombre                 | Tiempo                |
| -------- | ----------------------- | --------- | ---------------------- | --------------------- |
| 1.       | Gonzalo Miranda (CHI)   | 2:02.09   | Andrei Sartassov (RUS) | 12:33.39              |
| 2.       | Walter Pérez (URU)      | —         | Jorge Giacinti (ARG)   | +0.11                 |
| 3.       | Francisco Cabrera (CHI) | —         | Marco Arriagada (CHI)  | +0.20                 |

### 08-05-2006:Valparaíso—Patrimonio de la Humanidad(57.4 km)
| Posición | Etapa 4-B           | Etapa 4-B | Clasificación general  | Clasificación general |
| Posición | Nombre              | Tiempo    | Nombre                 | Tiempo                |
| -------- | ------------------- | --------- | ---------------------- | --------------------- |
| 1.       | Luis Mancilla (CHI) | 1:20.07   | Andrei Sartassov (RUS) | 13:53.46              |
| 2.       | Enzo Cesario (CHI)  | —         | Jorge Giacinti (ARG)   | +0.11                 |
| 3.       | Walter Pérez (URU)  | —         | Marco Arriagada (CHI)  | +0.20                 |

### 09-05-2006:Valparaíso—Algarrobo(107 km)
| Posición | Etapa 5               | Etapa 5 | Clasificación general  | Clasificación general |
| Posición | Nombre                | Tiempo  | Nombre                 | Tiempo                |
| -------- | --------------------- | ------- | ---------------------- | --------------------- |
| 1.       | Luis Mancilla (CHI)   | 2:26.32 | Andrei Sartassov (RUS) | 16:20.18              |
| 2.       | Arturo Corvalán (CHI) | —       | Jorge Giacinti (ARG)   | +0.11                 |
| 3.       | Emmanuel Yáñez (URU)  | —       | Marco Arriagada (CHI)  | +0.20                 |

### 10-05-2006:Santiago—Sewell(160 km)
| Posición | Etapa 6                   | Etapa 6 | Clasificación general  | Clasificación general |
| Posición | Nombre                    | Tiempo  | Nombre                 | Tiempo                |
| -------- | ------------------------- | ------- | ---------------------- | --------------------- |
| 1.       | Artur García Rincón (VEN) | 3:32.43 | Andrei Sartassov (RUS) | 20:00.57              |
| 2.       | Arturo Corvalán (CHI)     | +0.10   | Jorge Giacinti (ARG)   | +0.29                 |
| 3.       | Fernando Antogna (ARG)    | +0.10   | Luis Sepúlveda (CHI)   | +1.29                 |

### 11-05-2006:Rancagua—Pichilemu(170 km)
| Posición | Etapa 7                 | Etapa 7 | Clasificación general  | Clasificación general |
| Posición | Nombre                  | Tiempo  | Nombre                 | Tiempo                |
| -------- | ----------------------- | ------- | ---------------------- | --------------------- |
| 1.       | Enzo Cesario (CHI)      | 3:57.19 | Andrei Sartassov (RUS) | 23:58.16              |
| 2.       | Gonzalo Miranda (CHI)   | —       | Jorge Giacinti (ARG)   | +0.29                 |
| 3.       | Francisco Cesario (CHI) | —       | Luis Sepúlveda (CHI)   | +1.29                 |

### 12-05-2006:Paredones—Paredones(16 km)
| Posición | Etapa 8-A              | Etapa 8-A | Clasificación general  | Clasificación general |
| Posición | Nombre                 | Tiempo    | Nombre                 | Tiempo                |
| -------- | ---------------------- | --------- | ---------------------- | --------------------- |
| 1.       | Andrei Sartassov (RUS) | 22.09     | Andrei Sartassov (RUS) | 24:20.25              |
| 2.       | Jorge Giacinti (ARG)   | +0.01     | Jorge Giacinti (ARG)   | +0.30                 |
| 3.       | Matias Medici (ARG)    | +0.02     | Luis Sepúlveda (CHI)   | +2.09                 |

### 12-05-2006:Paredones—Curicó(170 km)
| Posición | Etapa 8-B               | Etapa 8-B | Clasificación general  | Clasificación general |
| Posición | Nombre                  | Tiempo    | Nombre                 | Tiempo                |
| -------- | ----------------------- | --------- | ---------------------- | --------------------- |
| 1.       | Arturo Corvalán (CHI)   | 4:04.20   | Andrei Sartassov (RUS) |                       |
| 2.       | Francisco Cesario (CHI) | —         | Jorge Giacinti (ARG)   | +0.30                 |
| 3.       | Enzo Cesario (CHI)      | —         | Luis Sepúlveda (CHI)   | +2.09                 |

### 13-05-2006:Curicó—Talca(120 km)
| Posición | Etapa 9              | Etapa 9 | Clasificación general  | Clasificación general |
| Posición | Nombre               | Tiempo  | Nombre                 | Tiempo                |
| -------- | -------------------- | ------- | ---------------------- | --------------------- |
| 1.       | Emmanuel Yáñez (URU) | 2:56.21 | Andrei Sartassov (RUS) | 31:21.34              |
| 2.       | José Valdez (MEX)    | —       | Jorge Giacinti (ARG)   | +0.30                 |
| 3.       | César Oliva (CHI)    | —       | Luis Sepúlveda (CHI)   | +2.09                 |

### 14-05-2006:Santiago—Santiago(60 km)
| Posición | Etapa 10              | Etapa 10 | Clasificación general  | Clasificación general |
| Posición | Nombre                | Tiempo   | Nombre                 | Tiempo                |
| -------- | --------------------- | -------- | ---------------------- | --------------------- |
| 1.       | Arturo Corvalán (CHI) | 1:29.15  | Andrei Sartassov (RUS) | 32:50.49              |
| 2.       | Enzo Cesario (CHI)    | —        | Jorge Giacinti (ARG)   | +0.30                 |
| 3.       | Gonzalo Miranda (CHI) | —        | Luis Sepúlveda (CHI)   | +2.09                 |

## Clasificación general
| POSICIÓN | CICLISTA                    | EQUIPO                       | TIEMPO   |
| -------- | --------------------------- | ---------------------------- | -------- |
| 1.       | Andrei Sartassov (RUS)      | Líder                        | 32:50:49 |
| 2.       | Jorge Giacinti (ARG)        | Relax                        | + 0.30   |
| 3.       | Luis Sepúlveda (CHI)        | Glassex Bryc Curicó          | + 2.09   |
| 4.       | Enzo Cesario (CHI)          | Glassex Bryc Curicó          | + 5.45   |
| 5.       | Matias Medici (ARG)         | Equipo Nacional de Argentina | + 7.51   |
| 6.       | Néstor Pias (URU)           | Equipo Nacional de Uruguay   | + 9.53   |
| 7.       | Geovane Fernández (URU)     | Equipo Nacional de Uruguay   | + 10.07  |
| 8.       | José Chacón Díaz (VEN)      | Equipo Nacional de Venezuela | + 10.16  |
| 9.       | José Medina (CHI)           | Glassex Bryc Curicó          | + 10.44  |
| 10.      | José Alirio Contreras (VEN) | Equipo Nacional de Venezuela | + 11.18  |